# سيكورسكي إس-70
إس-70 سيكور سكاي هي مروحية نقل متوسطة الحجم، تم تصنيعها في السبعينيات من اجل الجيش الأميركي، ولكنها حاليا مستخدمة من العديد من الدول الاخري حول العالم سواء بالمجال العسكري أو المدني.
حلقت أول مرة في 1974 ودخلت الخدمة عام 1979.

## وصلات خارجية
- نسخة محفوظة 7 مايو 2009 على موقع واي باك مشين.